# 南生圍

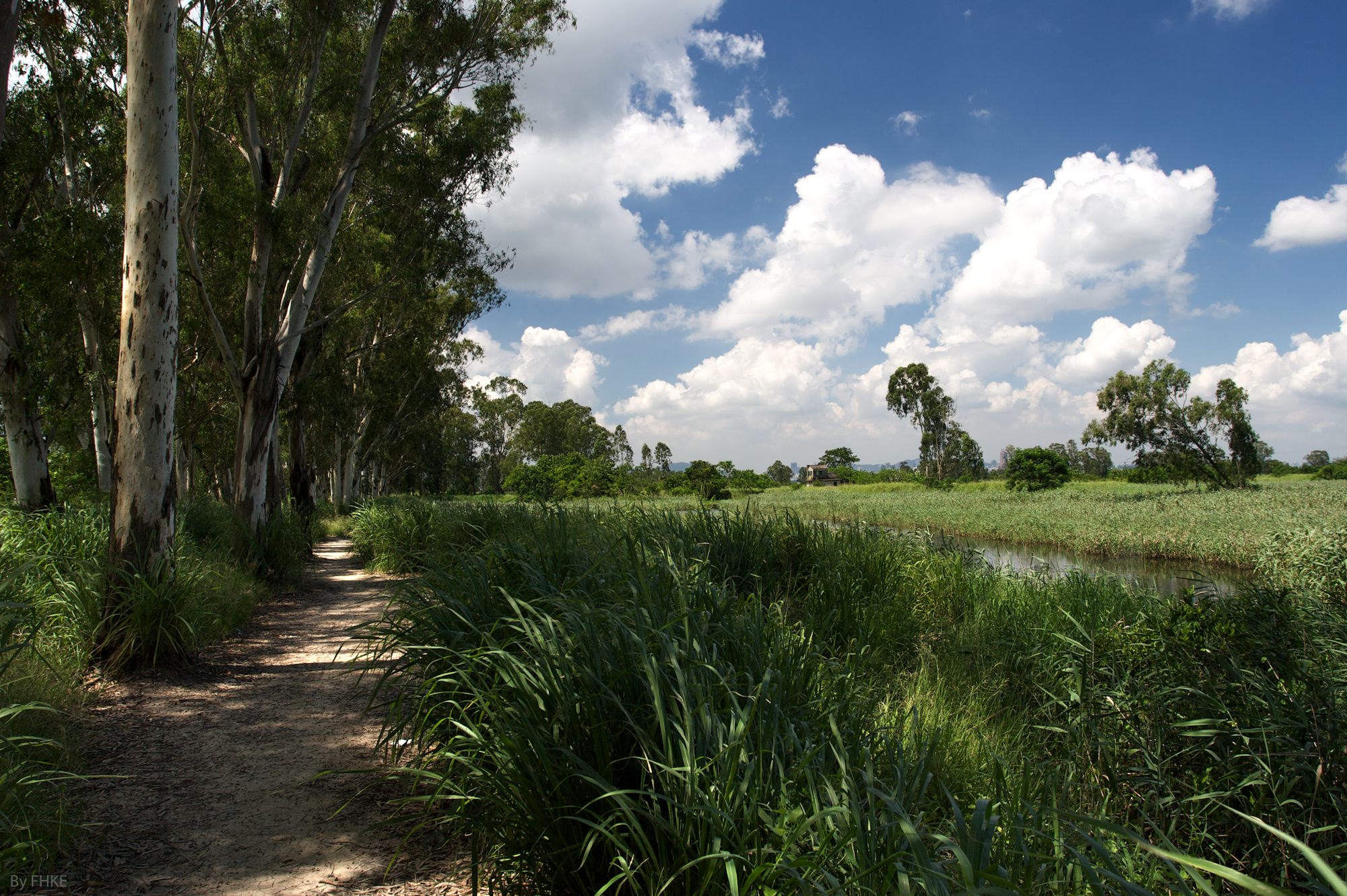
南生圍的樹木

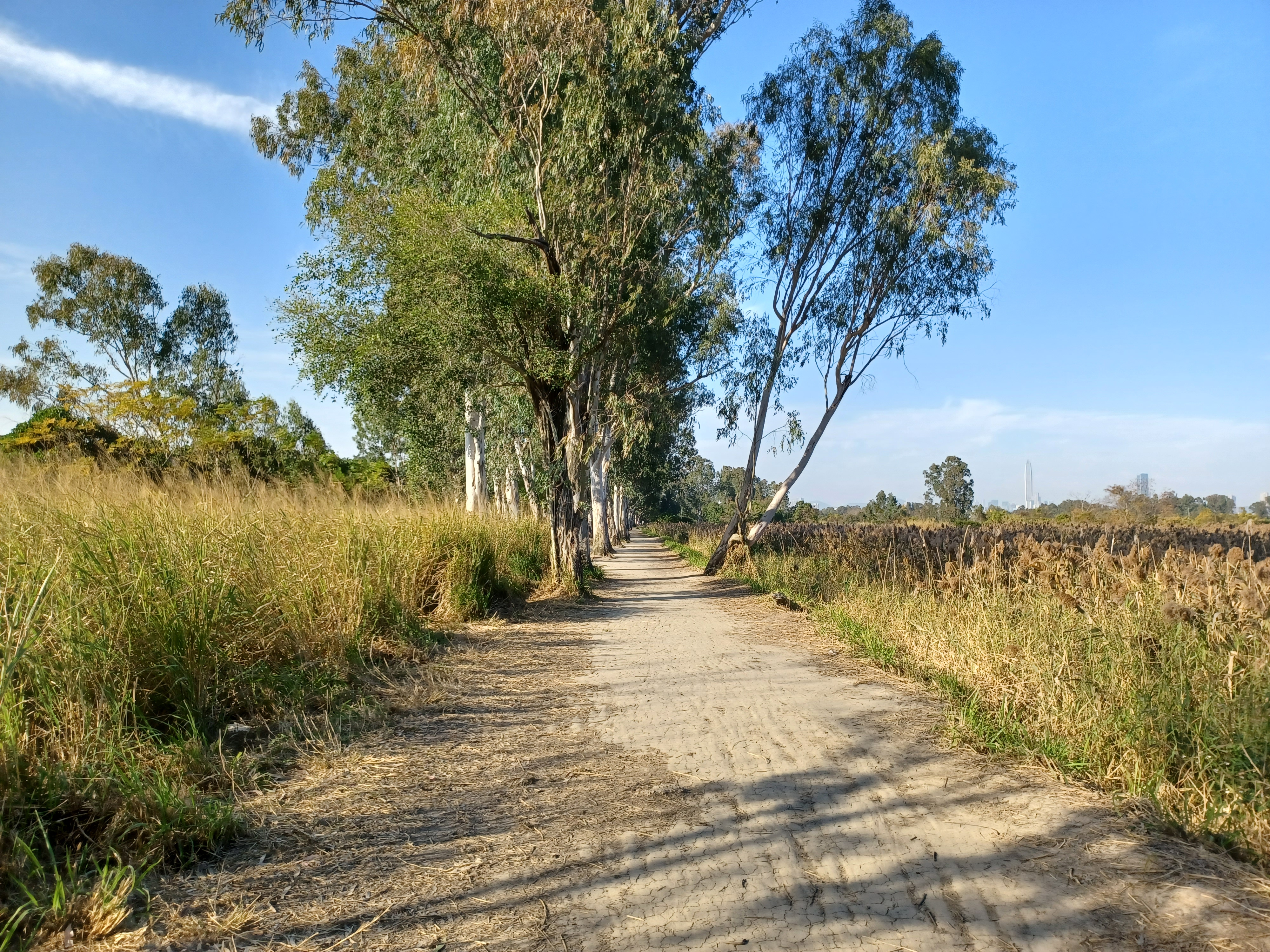
南生圍的樹木

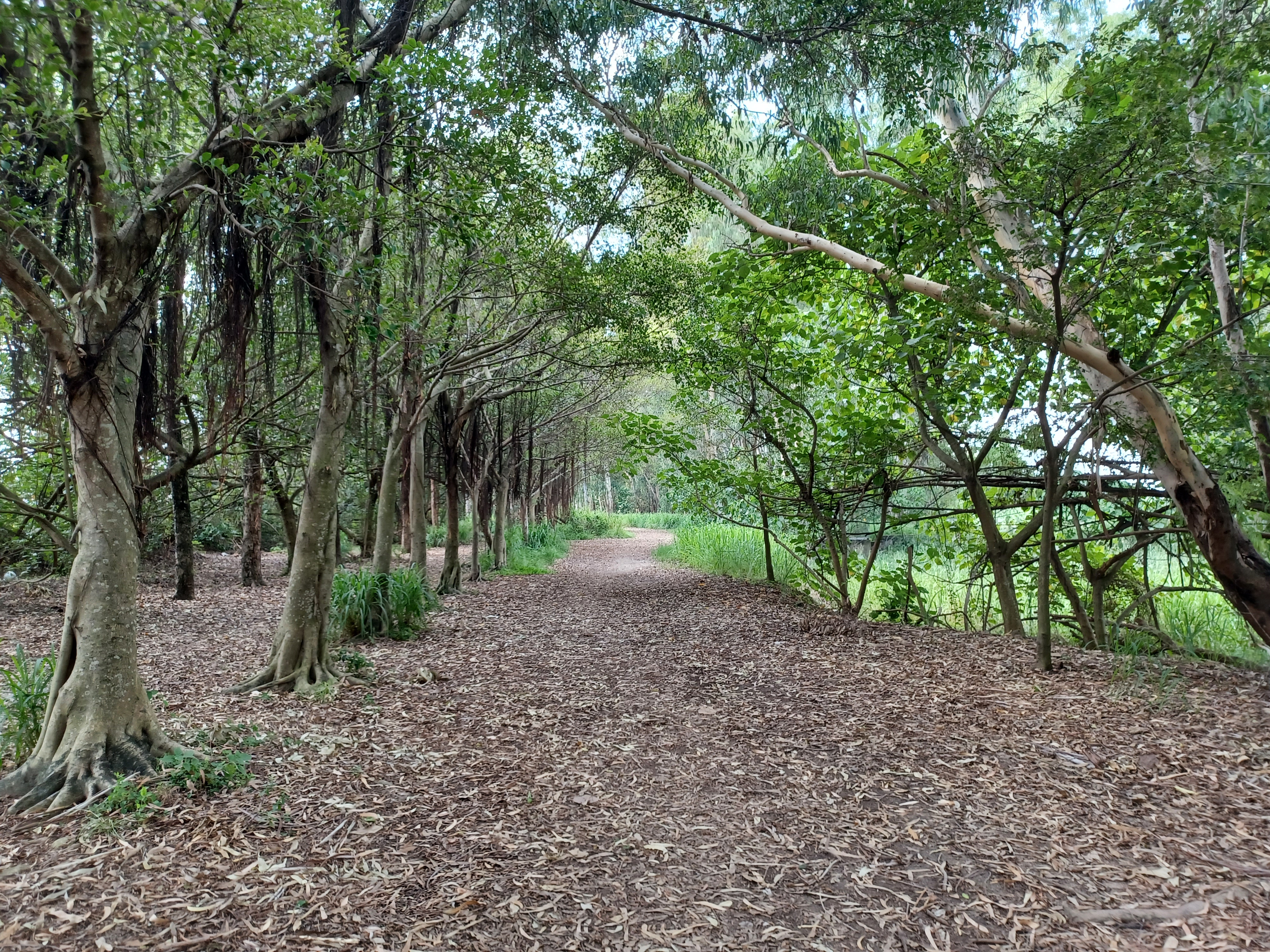
南生圍的樹木

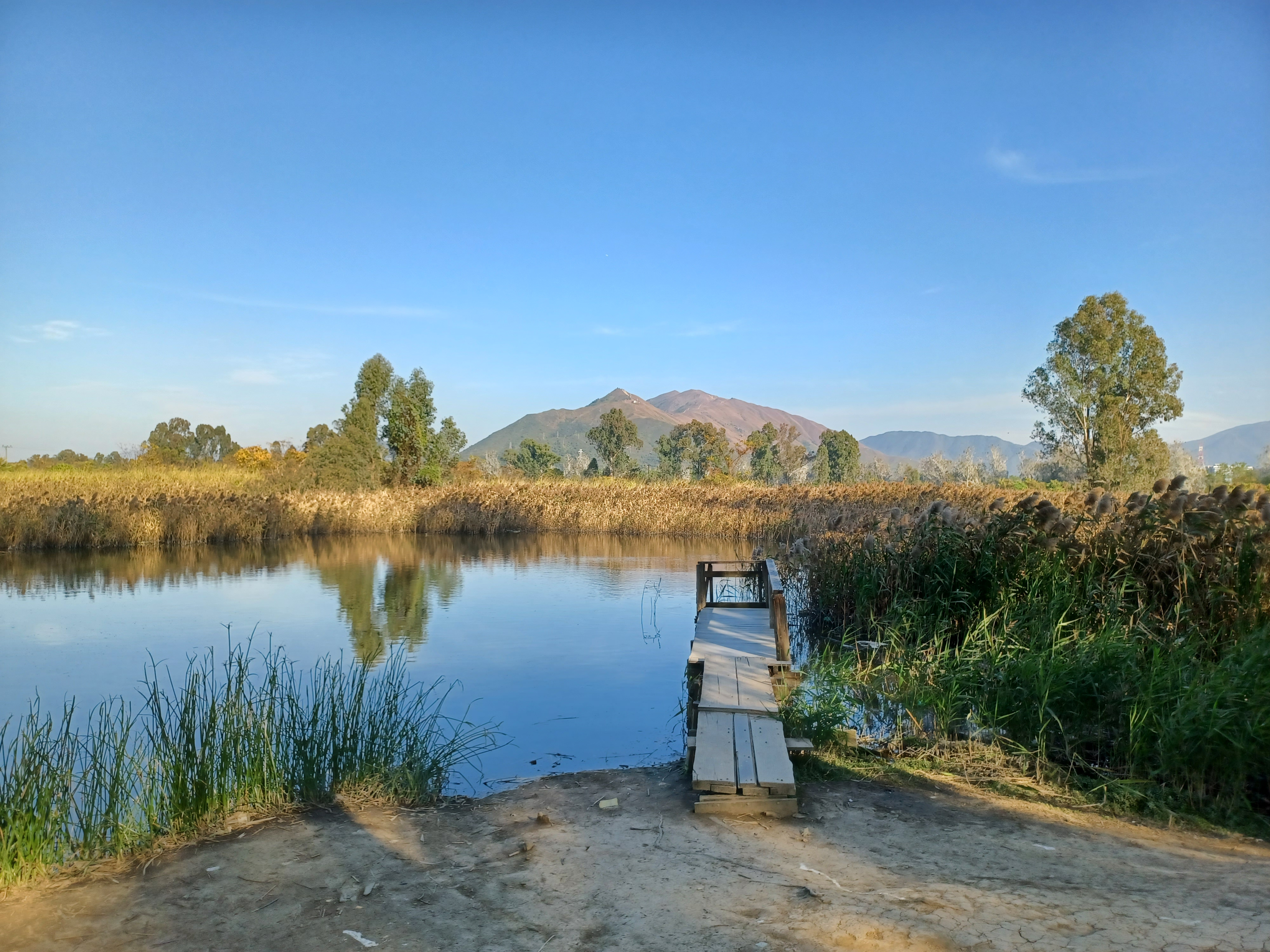
南生圍的長木橋（婚紗橋）

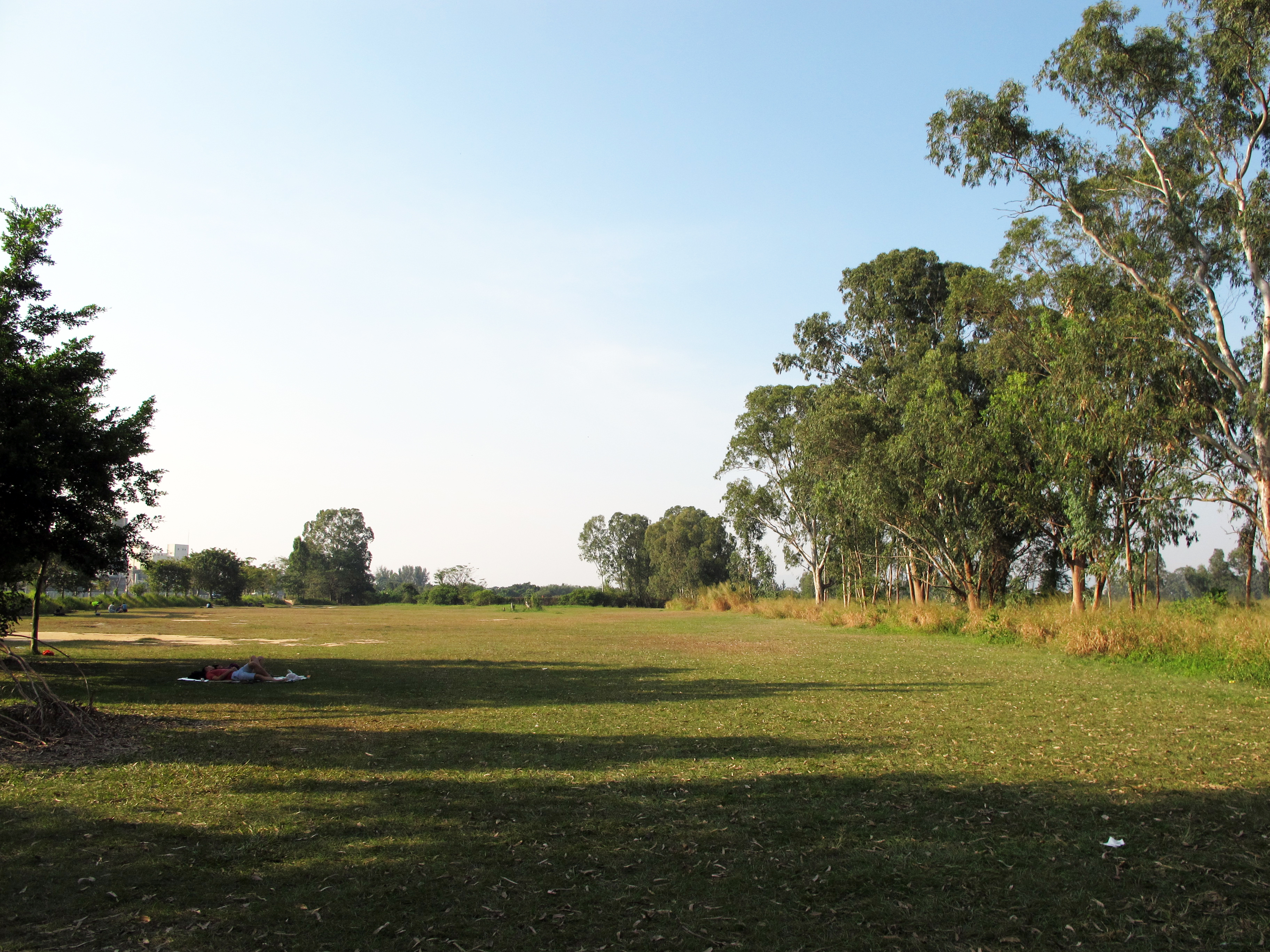
南生圍的草地

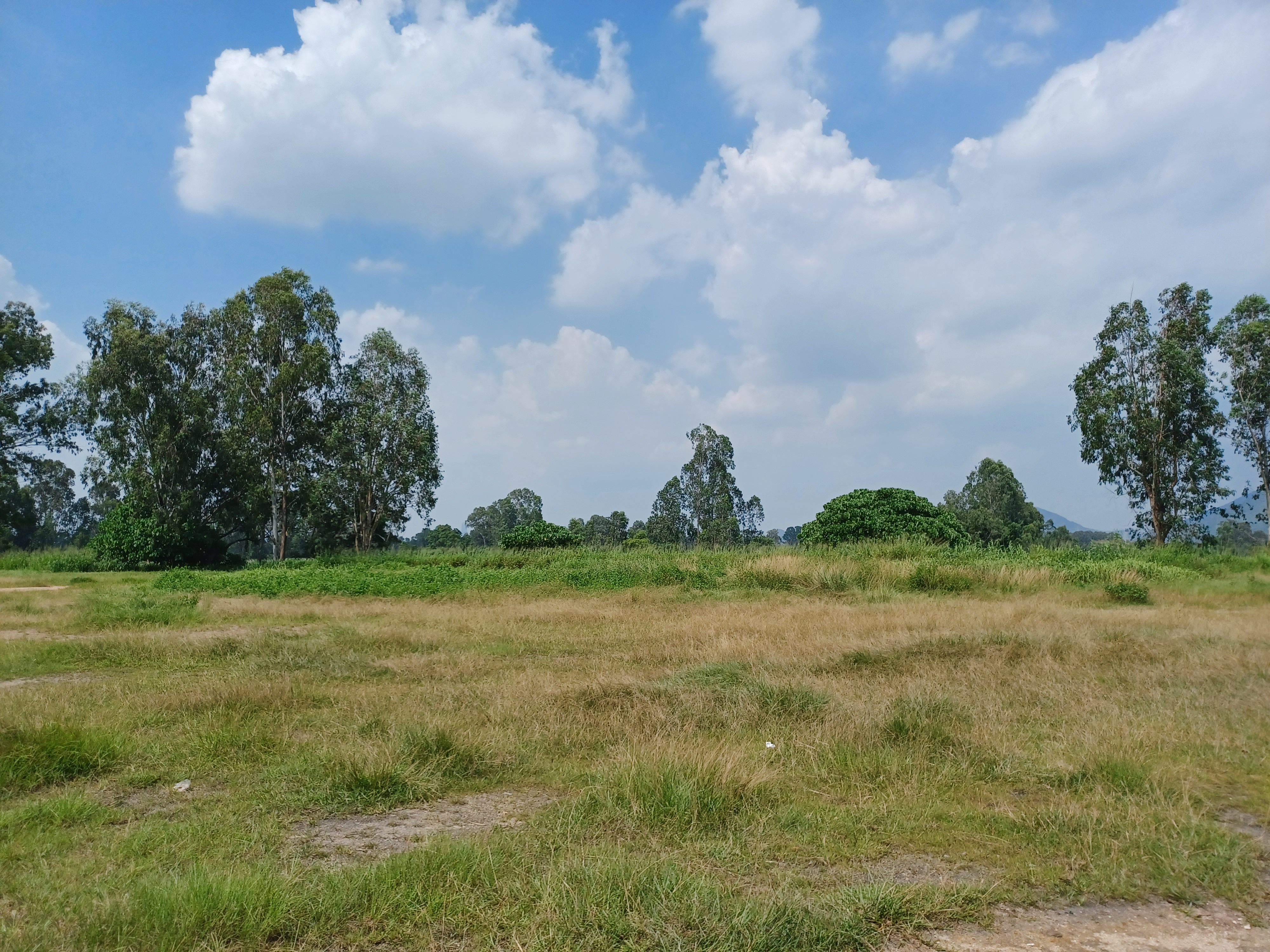
南生圍的草地

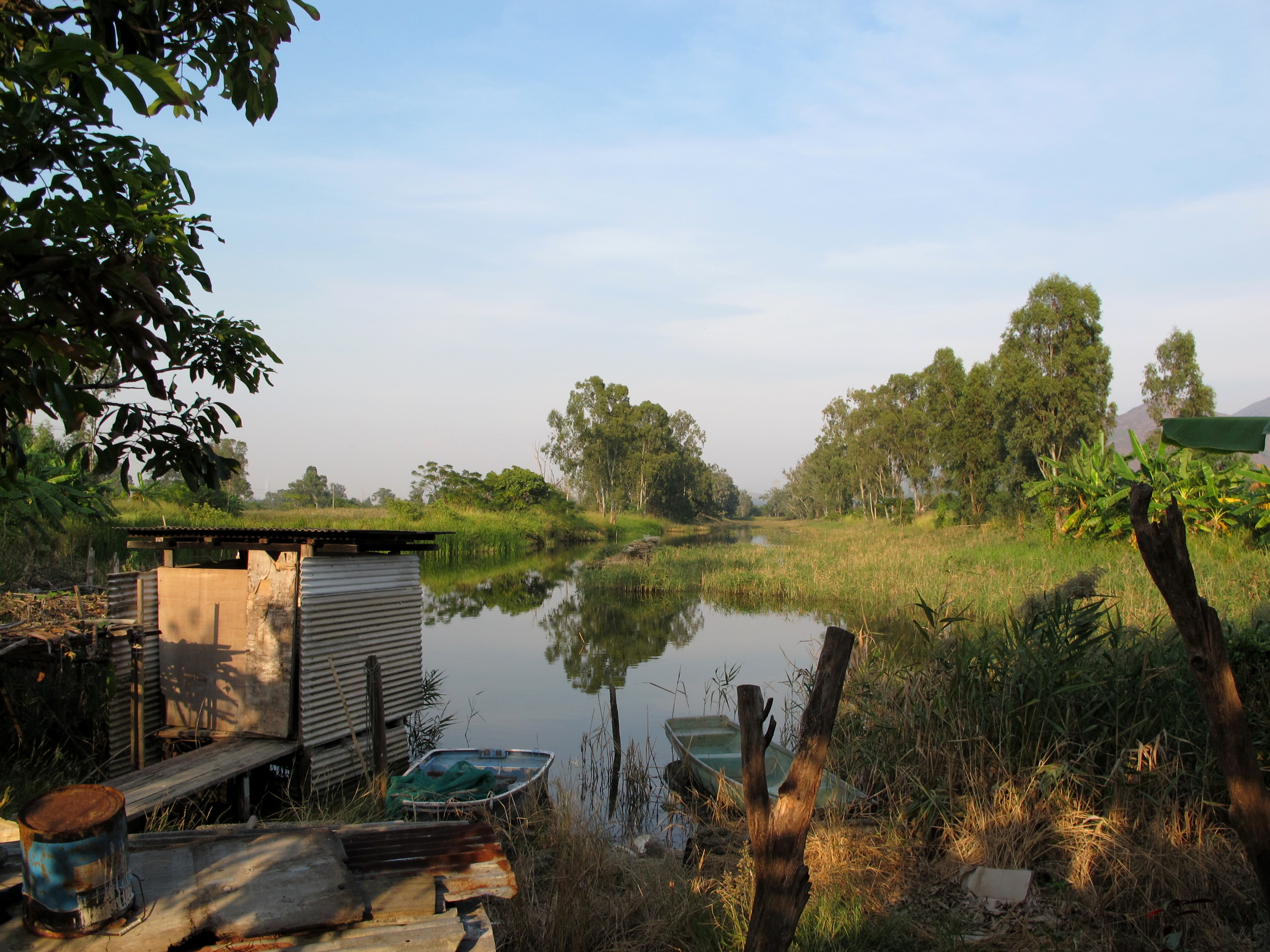
南生圍的魚塘

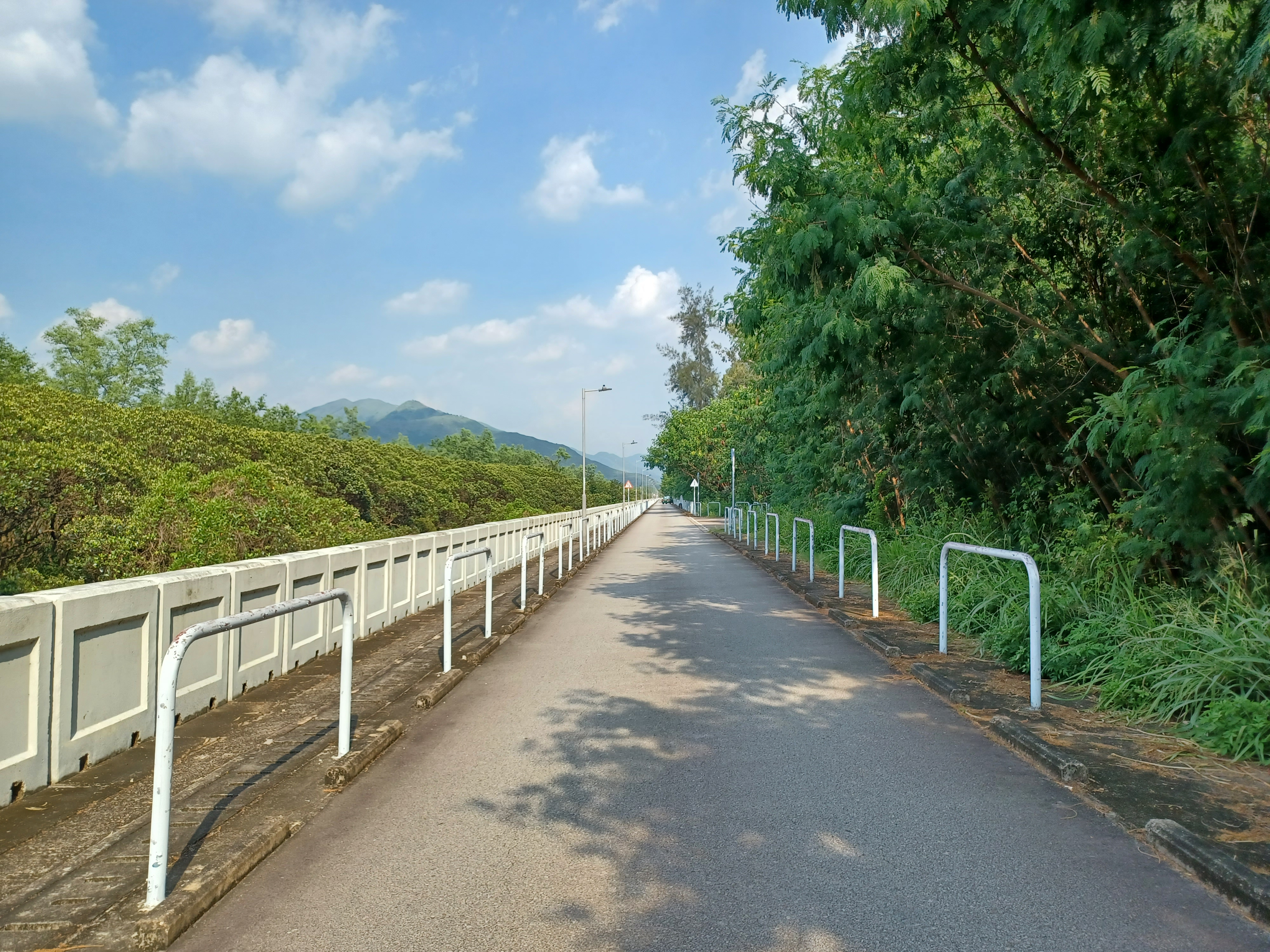
南生圍路

南生圍 （英語：Nam Sang Wai）位於香港元朗橫洲東面，山貝村北面，天福圍西北面，被錦田河及山貝河包圍。兩河之間的交匯處有一小島，猶如一個雀鳥天堂。因為水退時，小島泥灘旁有很多候鳥會在該處停留，尤其是黑面琵鷺。除鳥類外，南生圍內亦有不同種類的植物及生物，如赤桉樹、蘆葦、紅頭潛鴨、青頭潛鴨及招潮蟹等等。
南生圍的美景不僅吸引雀鳥，近年不少市民，特別是攝影愛好者，皆會趁假日到來觀鳥和拍照。一大片的山林美景、蜿蜒河流及長木橋（婚紗橋）等等亦成為拍攝婚紗照的理想背景。而南生圍的山貝河還有極具特色的交通工具——橫水渡，成為當地的旅遊賣點。南生圍路旁一片高聳的大樹，被蘆葦草環繞的大片魚塘，亦是無數電影、電視及音樂短片的取景勝地，如香港電影《導火線》的兩名主角甄子丹及鄒兆龍的打鬥場面，就是穿梭於南生圍拍攝，劇集《搜神傳》、《胭脂水粉》、《洪武三十二》及《食為奴》亦曾於該處取景。

## 名稱由來
南生圍的圍字就是基圍之意，基圍主要飼養的就是基圍蝦。

## 歷史
南生圍原來設有很多基圍、魚塘及農田，村民大多在塘邊架起木屋居住，很有歷史價值。
2003年11月初，一條小灣鱷於南生圍山貝河被發現，香港政府為了市民的安全計，特意聘請澳洲「鱷魚先生」約翰·利弗來到香港捕捉，然而不果；及後再邀請了番禺的鱷魚專家「鱷魚釗」前來捕捉，亦告失敗，惟灣鱷不久後被發現被當地魚塘的魚網纏住，及後被漁農自然護理署所設置的捕獸籠捕獲。小灣鱷被命名為貝貝，被送往香港濕地公園飼養及供予遊覽人士觀賞。此事件，引起大眾對南生圍的注意。
2010年12月31日，在紅色火災危險警告下，南生圍於早上9時40分發生山火，下午2時升為二級火，火勢曾經逼近民居，政府飛行服務隊出動海豚直升機投擲水彈滅火。大火焚燒多個小時，區內多個景點焚毀。元朗區議會區議員兼任《萬人聯署．決不讓南生圍淪陷》行動召集人鄺俊宇指出，是次南生圍為今年第三次火警，火場出現多處火頭，破壞前所未見，猜測與近期恆基地產及傅老榕家族共同發展的項目（項目擬建5幢17層高樓宇，提供1,600個住宅單位）有關，不排除有人縱火。恆基地產回應時否認指控及譴責有關縱火事件，表示已經採取防火措施，包括建設防火帶。
持有南生圍建業有限公司（南生圍建業）一半股權的廣興置業集團重新擔任南生圍與甩洲項目發展規劃的管理職責。南生圍建業根據《環境影響評估條例》規定，向環保署提交新規劃以申請環境影響評估研究概耍的項目簡介。
2013年，恒基地產與傅老榕家族就共同發展的項目作出多項修訂，包括將濕地保育區面積由58公頃增加至70.9公頃（保留南生圍東面9公頃蘆葦床），原定計劃5幢17層高樓宇則更改為興建10幢8至9層高樓宇，以釋除公眾對環境保護的疑慮。兩者擬定於2014年年初再次將計劃提交予城市規劃委員會。綠色力量保育經理呂德恆表明不接納新方案，批評改動只是小修小補，難以補償大批居民遷入南生圍後所造成的生態破壞。鄺俊宇則表示，發展商仍然未能夠確保項目能符合「濕地零損失」目標，方案難以接受，他指發展商如果以此方案提交予城市規劃委員會，將會發起「萬人瞓草地行動」反對。

## 可疑火警事件
2018年3月12日，南生圍發生山火，共有三條火線，其中一條火線面積約20米乘5米，另外兩條火線面積則各10米乘5米，山火面積共約200平方米，政府飛行服務隊直升機到場投擲水彈滅火，火警於13日早上8時15分熄滅，消防員表示火警中沒有人受傷。同日下午約3時，南生圍另一處地方再次發生山火，火警焚燒3小時後熄滅。恆基地產發出聲明表示起火原因有可疑，已報案並正全力協助調查。
立法會議員鄺俊宇指該處並非首次無故發生山火，認為事件有可疑。3月14日，民建聯元朗支部及新社聯一眾議員幹事向元朗警區警民關係組遞交請願信，要求徹查火災成因。民建聯引述警方回覆稱案件已交由元朗警區重案組調查。他們促請警方全力徹查事件，並加強人手巡邏南生圍，防止類似事件再發生，以保護自然生態環境及保障市民安全。
2018年4月2日清晨，南生圍橫水渡碼頭的一艘木舢舨起火並燒毀沉沒，消防員接報到場後，約10分鐘後將火救熄，火警中無人受傷。經消防初步調查後，認為起火原因亦有可疑，將案件交警方調查。
不過警方於2018年5月25日元朗地區管理委員會中的閉門會議交代火警案調查進展時表示，由於三次火警現場均沒有發現助燃劑，估計火警起因是出現「悶燒」情況，而非縱火，有關人士無可疑。。民主黨立法會議員鄺俊宇指警方的說法「匪夷所思」，難以令人信服。天文台前台長林超英對此解釋感到「好奇怪」，起火只在某範圍內出現。

## 交通

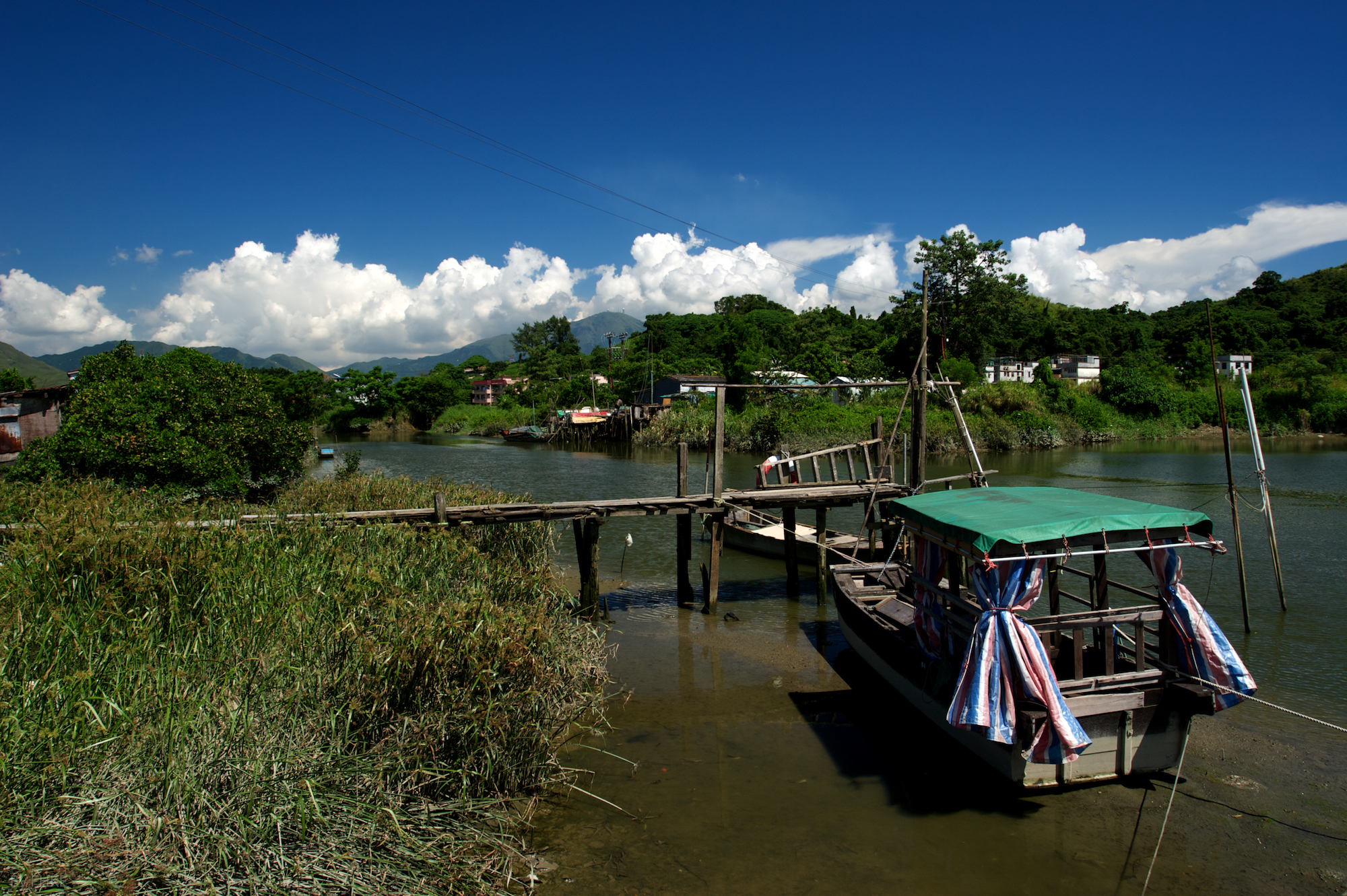
南生圍橫水渡成為當地的旅遊賣點

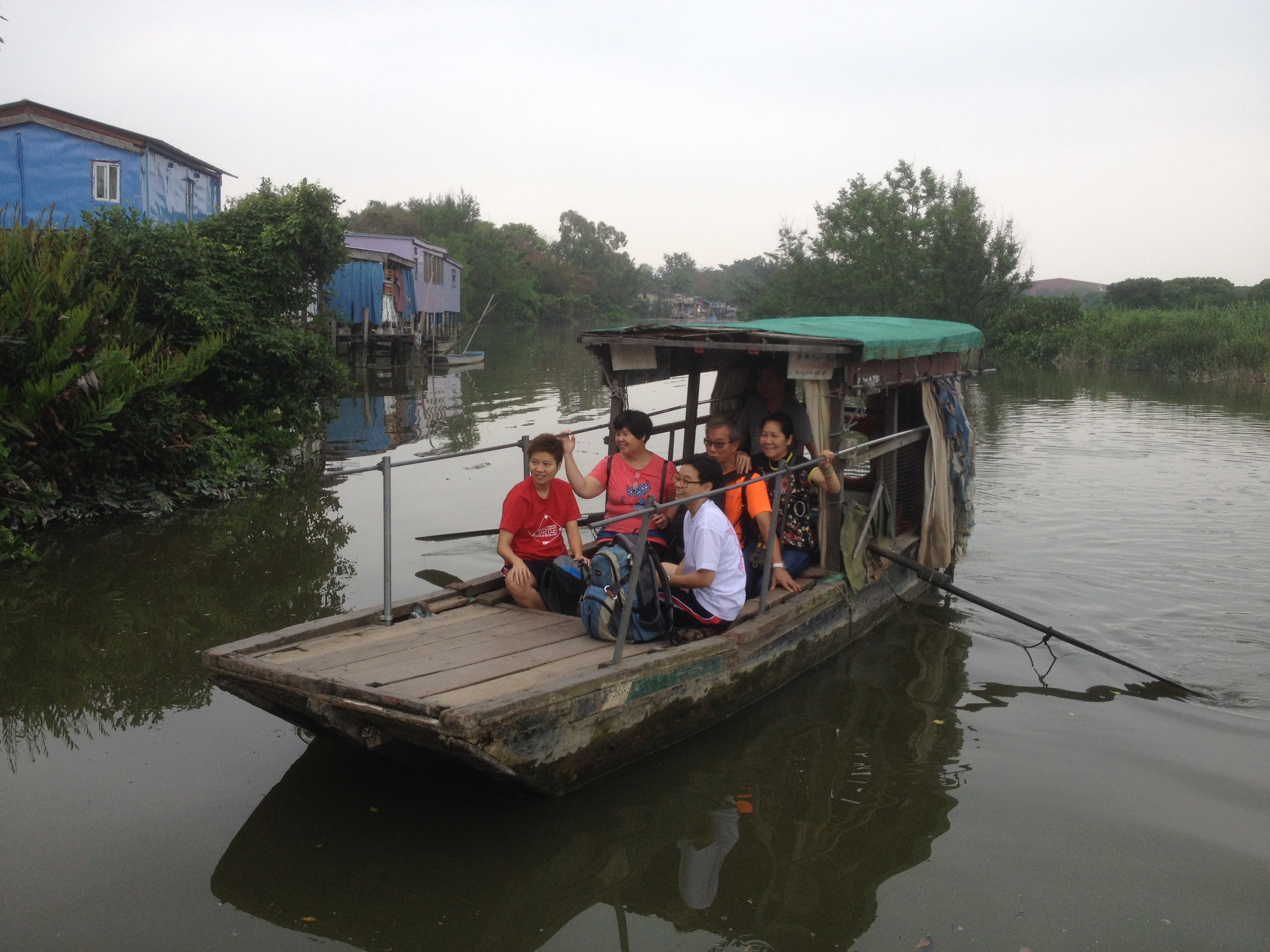
南生圍橫水渡以手動操作

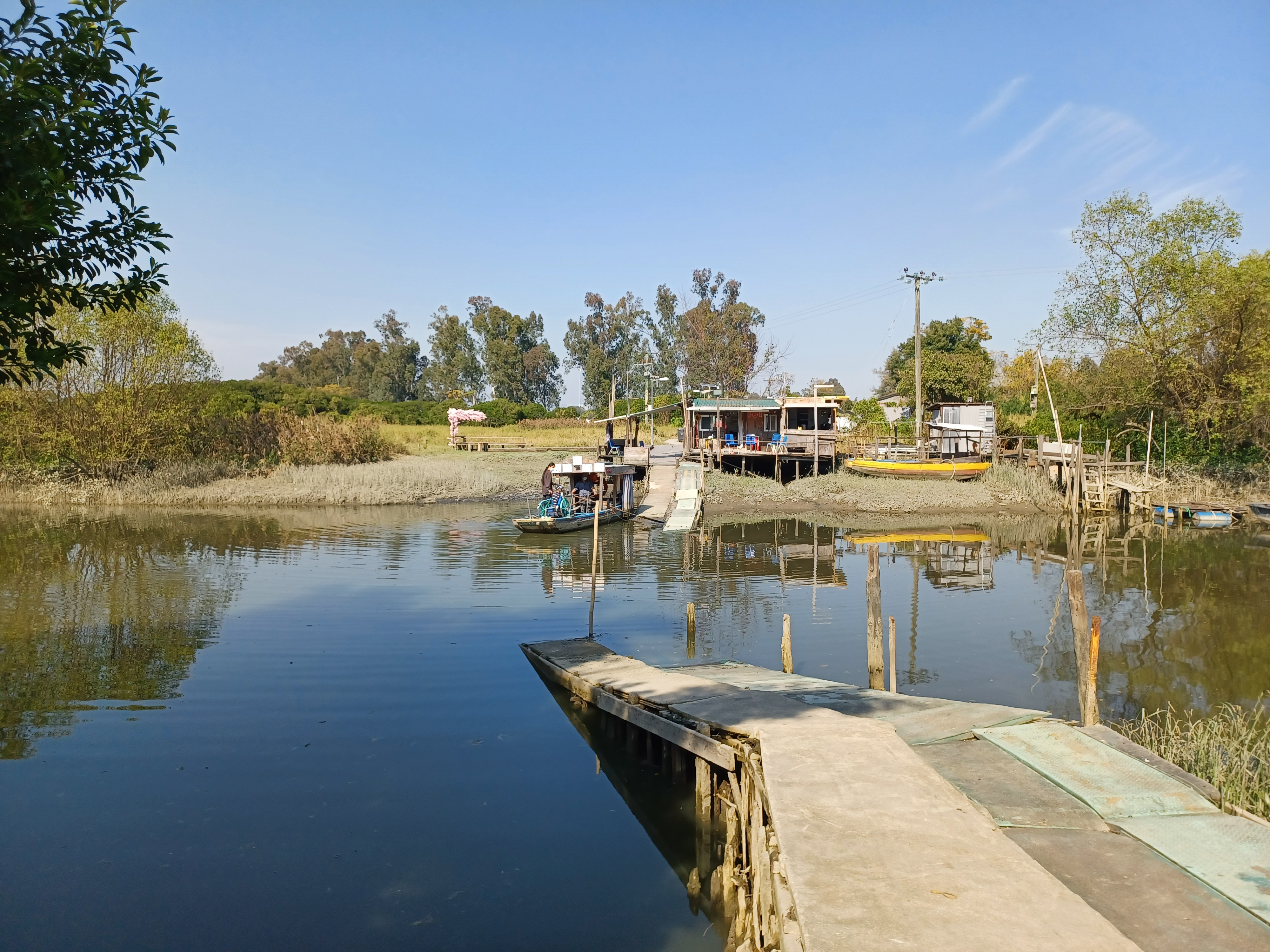
山貝村碼頭望向南生圍橫水渡碼頭

南生圍設有橫水渡碼頭，每日由清晨6時30分至晚上9時提供服務，接載市民來往山貝村碼頭。

## 外部連結
- 南生圍（页面存档备份，存于）
- 南生圍相簿（页面存档备份，存于）
- 元朗區議會
- 元朗區分界圖（页面存档备份，存于）
- 元朗網站 Yuen Long Special（页面存档备份，存于）
- 元朗遊記 The Incredible Journey of Yuen Long
- 南生圍遠足路線‧山上行（页面存档备份，存于）
- 南生圍與甩洲- 南生圍建業有限公司網站（页面存档备份，存于）